# ウィリアム・スタンレー・ジェヴォンズ
ウィリアム・スタンレー・ジェヴォンズ（またはウィリアム・スタンリー・ジェボンズ、William Stanley Jevons、1835年9月1日 - 1882年8月13日）は、イギリスの経済学者・論理学者。
経済学者としては新古典派に属し、著書『経済学理論』("The Theory of Political Economy",1871年)で限界効用による価値理論を提唱、オーストリアのカール・メンガー(1871年)とスイスのレオン・ワルラス(1874年)の同様の業績とともに経済学史の画期をなした。貨幣や景気循環に対する分析も著名で、景気循環と太陽黒点の関係を示した太陽黒点説や、「ジェボンズのパラドックス」が特に有名である。
論理学者としては、ブールやド・モルガンの影響を受けた論理学入門書で知られる。
日本では明治時代に盛んに受容され、「ゼボン」「惹穏」「日奔斯」「ジェブオンス」「ジェボン」「ゼボン」「ゼヴヲンス」「ジエヴォンス」「ジェボンス」「ジュヺンス」「ヂェボンズ」「ジェヴァンズ」などとも表記された。

## 経歴
ジェヴォンズは1835年、リヴァプールで第9子として生まれた。彼の父トーマス・ジェヴォンズは、強い科学的好奇心を持った人物であり、法律的・経済的主題に関する文筆家で、鉄の商人であり、最初の海上鋼鉄船を作ったといわれる。彼の母メアリー・アンはリヴァプールの銀行家ウィリアム・ロスコーの娘で、詩人であった。両親はユニタリアンであった。
15歳のとき、彼はロンドンのUniversity College schoolへ進学した。思想家としての重要な業績を挙げることが自分に可能であるという信念の形成が、このとき既に現れている。そして、彼の経歴における更に危機的な時期において、この確信が、彼の行為を決心させる決定的要因となった。彼は化学と植物学を好み、大学で2年を費やした後、1853年の末に、彼が予期しなかった、オーストラリアの新しい造幣局の試金官の仕事の提示を受けた。英国を去るという考えは好ましいものではなかったが、1847年に起こった彼の父の会社の失敗の結果、金銭的理由が極めて重要となったことから、彼はその職を引き受けた。
彼は1854年6月、ロンドンでの自然科学の研究を中止し、シドニーで試金官として働いたが、そこで経済学への関心を持つようになった。1859年の秋にイギリスへ帰ると再び学生としてユニヴァーシティ・カレッジ・ロンドンの大学に入り、やがてロンドン大学の文学学士、文学修士へと進んだ。
1862年には価値の限界効用理論の概略を述べた『経済学の一般的数学理論』("General Mathematical Theory of Political Economy")を、1863年には『金の価値における深刻な下落』("A Serious Fall in the Value of Gold")を出版した。彼によれば、生産物の追加的1単位が消費者に与える効用や価値は、消費者が既に得た生産物の単位の量(少なくとも生活を維持するだけの相当量)と逆の相関関係があるとのことだった。
この頃の彼の主たる注目は道徳科学に向けられたが、彼の自然科学に対する関心が枯渇した訳では決してなかった。彼の生涯を通じて、彼は科学的主題や、彼の主たる論理学の著作である『科学の原理』の成功に大きく貢献した物理学への深い知識に関する時折の論文を書き続けた。文学修士号を取って間もなく、彼はマンチェスターのオーエンズ大学(マンチェスター大学の前身)で講師の地位を得た。
彼は『石炭問題』("The Coal Question",1865年)の中で、英国の石炭供給が徐々に枯渇しつつあることへの注意を促し、それによって公的認知を得た。論理学と科学的手法に関する彼の最も重要な著作は、彼の『科学の法則』("Principles of Science",1874年)、これと並んで『経済学理論』(1871年)及び『労働関係の状態』("The State in Relation to Labour",1882年)である。
1866年に彼はオーエンズ大学における論理学、心理学、道徳哲学の教授、及びコブデン記念経済学教授に選任された。翌年彼はハリエット・アン・テイラーと結婚。彼女の父はマンチェスター救貧院の創立者であり、所有者であった。
1872年に王立協会のフェローに選出された。
その後、彼は不健康と不眠に大いに苦しみ、あまりに広範囲の主題をカバーしている講義がとても煩わしいと気付いた。1876年に彼はオーエンズ大学の教授職とユニヴァーシティ・カレッジ・ロンドンの経済学の教授職との交換に喜んで応じた。旅行と音楽が彼の人生での主なレクリエーションだった。しかし、彼の病は続き、抑鬱に苦しんだ。彼は教授職をますます退屈に感じ、著作活動のプレッシャーが彼に余分のエネルギーを残さないことに気付き、1880年に職を辞すことを決心した。
1882年8月13日朝、彼はヘイスティングスの近くのガリー・ヒルの沖合で水泳中に溺死した。
彼の生涯を通じて、彼は献身と勤勉をもって彼の言う理想像を追求し、彼の日誌と手紙は、気質の気高い実直さと目的の揺るぎない正直さを表している。彼は多作の文筆家であり、彼が死去する頃には、論理学者と経済学者のいずれにおいても英国で一流の地位を築いていた。アルフレッド・マーシャルは彼の経済学に関する著作について、「リカードを除けば、恐らく過去100年になされた他のどれよりも建設的な力を持つことが見出されるだろう」と述べた。彼が死去する頃、彼は、少なくとも彼が以前に試みたものと同じくらい重要と見込まれる経済学の著作に取り組んでいた。彼の人生をあまりに早く断った事故によって、論理学と経済学が被った損失は、どのように誇張しても足りないであろう。

## 効用理論
ジェヴォンズは、彼の経歴のかなり早い時期において、経済学と論理学に対する彼の最も特徴的かつ独創的な貢献の本質となる学説に到達した。彼の経済学の一般理論の基調となったこの効用理論は、1860年には実際に手紙の中で公式化されており、類似物の代替についての彼の論理法則の萌芽は、1861年に書かれた他の手紙の中で提起した、「哲学とは、物事の類似性をただ単に指摘することを意味するだけだ、ということがわかるだろう」という考え方に見出される。
先に言及した効用理論、即ちある商品の効用の度合は、利用可能な商品の量についての連続的な数学的関数である、という理論は、そこに暗示される、経済学は本質的に数学的な科学である、という学説と共に、1862年に英国学術協会のために書かれた『経済学の一般的数学理論』での論文において、より明瞭な形で採用された。この論文は1862年にも、4年後に"Journal of the Statistical Society"に出版された時にも、多くの関心を惹き付けたようには見えない。その状況は、彼が自身の学説を完全に発展した形で送り出した『経済学理論』が現れる1871年まで続いた。
その出版後はそうではなかった。彼は初期の文筆家、特にアントワーヌ・オーギュスタン・クールノーとヘルマン・ハインリヒ・ゴッセン等によって行われた、経済学への数学の適用に精通した。効用理論は1870年頃からいくつかの同じような系列上で、オーストリアのカール・メンガー、スイスのレオン・ワルラスによって独立に発展した。交換における価値と最終の効用（あるいは限界効用）との間の関係の発見に関しては、優先権はゴッセンにある。しかし、この事が、その原理を彼が新たに発見し、これによって最終的にその原理を認知させたことによって、彼が英国経済学に与えた貢献の重要性を決して損なうものではない。流布している見方では、彼の反応の中には、彼は時々、正当な資格無しに自説を述べたというものがある。例えば、『経済学理論』の初めに書かれた宣言、「価値は効用に完全に依存するか?」は、誤解を招いた。しかし、強調点のいくらかの誇張は、無関心な世間の注意を引きつけようと努める文筆家には許容されるかもしれない。経済学を作り変えようとする新古典主義革命が開始された。

## 石炭問題

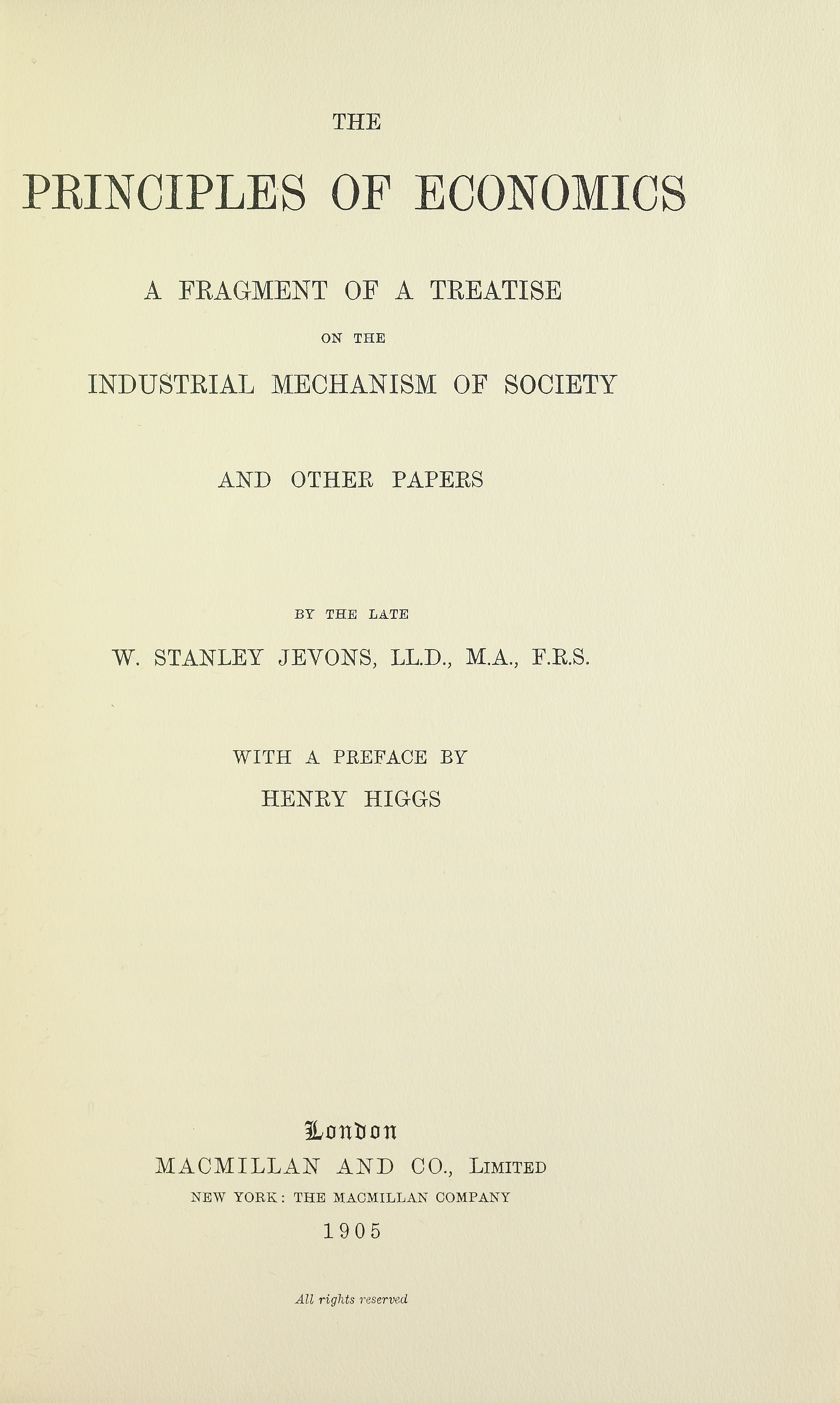
Principles of economics, 1905

ジェヴォンズが最初に一般的認知を得たのは、経済科学の基礎データを扱う理論家としてではなく、実際的な経済問題に関する優れた文筆家としてであった。
1863年の『金の価値における深刻な下落』及び1865年の『石炭問題』は彼を応用経済学及び統計学に関する文筆家として、前方のランクに置いた。これにより彼は、たとえ『経済学理論』を著さなかったとしても、19世紀の主要な経済学者の1人として記憶されたであろう。彼の経済学の著作で特に挙げるべきものとしては、大衆的な形式で書かれ、理論的というよりは記述的だが、その論法においてすばらしく新鮮かつ独創的で示唆に富む『貨幣と交換機構』（"Money and the Mechanism of Exchange",1875年）、『経済学入門』("Primer on Political Economy",1878年)、『労働関係の状態』(1882年)、そして、彼の死後に出版された2冊の著作、即ち彼の生涯を通して別々に現れた論文を含む『社会的改革の方法』("Methods of Social Reform")と『通貨と金融の研究』("Investigations in Currency and Finance",1884年)がある。特に、『通貨と金融の研究』は、経済恐慌と太陽黒点との関係に関する興味深い推測を含んでおり、太陽黒点説として知られることとなる。
彼は死の直前まで、経済学に関する大規模な論文の準備に携わっており、目次を作り上げ、いくつかの章と章の一部を完成させていた。これらの断片は1905年に『経済学原理:社会の工業機構に関する論文の断片、及びその他の論文』("The Principles of Economics: a Fragment of a Treatise on the Industrial Mechanism of Society, and other Papers")というタイトルで出版された。

## 論理学
ジェヴォンズの論理学での出版は、経済学での出版と足並みを揃えて行われた。1864年に彼は『純粋論理学、または量とは別の質の論理学』("Pure Logic; or, the Logic of Quality apart from Quantity")と表題がつけられた小冊子を出版した。これはブールの論理体系に基いていたが、彼がその体系の誤った数学的装いと見なしたものには縛られなかった。これに続く数年間、彼は1870年に王立協会の前に展示された論理機械の組立に相当な関心を払ったが、その意味は、いかなる与えられた前提のセットからでも推論可能な結論が機械的に得られる、というものだった。1866年、彼が全ての推論の大きく普遍的な原理と見なしたものが、彼に分かり始めた。そして1869年に、彼はこの基本的学説の梗概を、『類似物の代用』("The Substitution of Similars")という表題の下で出版した。彼はその原理を、「ある事柄の真実は、それと同様な事柄の真実」(英文："Whatever is true of a thing is true of its like.")という最も単純な形式で示し、その様々な適用を詳細に解き表した。
翌年に出版された『論理学の初等授業』("the Elementary Lessons on Logic")は、間もなく英文で最も広く読まれる論理学の初等教科書となった。その間に、彼は多くのより重要な論理学の論文を書き、それらは1874年に『科学の法則』という表題で出版された。この著作の中で彼は、『純粋論理学』と『類似物の代用』における彼の初期の著作の内容を具体化した。彼はまた、帰納法が単に演繹法の逆の使用である、という見方を表明し、発展させた。彼は明快なやり方で、蓋然性についての一般理論、そして蓋然性と帰納法との間の関係を取り扱った。彼の自然科学に関する様々な知識は、しばしば非常に細部にわたって計画された具体的で科学的な実例によって、彼が終始、論理学の学説の抽象的な特性を和らげることができるようにした。彼の帰納法についての一般理論は、ウィリアム・ヒューウェルによって述べられジョン・スチュアート・ミルによって批判された理論の復活であった。しかし、それは新しい形式に表され、ヒューウェルが反論に対して無防備な説明を行った本質的でない付属物のいくつかには縛られなかった。全体としての著作は、19世紀の英国に出現した論理学の学説として、最も有名な貢献の1つであった。主に学生が使用するための練習と問題を含む、彼の『演繹論理学の研究』("Studies in Deductive Logic")は、1880年に出版された。1877年から数年、彼はミルに関するいくつかの記事を『現代の評論』("Contemporary Review")に寄稿した。それらはその後の記事で補足するつもりであり、やがてはミルの哲学への批判として一冊の本に出版するつもりであった。これらの記事と他の1点は、彼の死後、彼の初期の論議学の論文と共に、『純粋論理学、およびその他の小品』("Pure Logic, and other Minor Works")と表題が付けられた本の中で再出版された。ミルへの批判は独創的な多くのもの、そして力強い多くのものを含んでいるが、概して、それらは彼の他の著作ほどの域に達しているとは見なされていない。彼の力強さは批評家としてではなく、独創的思想家としての力にある。彼は論理学者、経済学者、統計学者としての建設的な著作によって記憶されるであろう。

## 著作
- 1862. A General Mathematical Theory of Political Economy
- 1863. A Serious Fall in the Value of Gold, Edward Stanford.
- 1864. Pure Logic; or, the Logic of Quality apart from Quantity, Edward Stanford, London
- 1865. The Coal Question, Macmillan and Co.[5]
- 1869. The Substitution of Similars, The True Principle of Reasoning, Macmillan & Co.
- 1870. Elementary Lessons on Logic, Macmillan & Co., London
- 1871. The Match Tax: A Problem in Finance, Edward Stanford.
- 1871. The Theory of Political Economy, Macmillan & Co.[6]
  - "Theory of Political Economy". In James R. Newman, ed., The World of Mathematics, Vol. 2, Part IV, 1956.
  - 『經濟學純理』ジュヺンス(再版)ジェヴォンス、小泉信三 訳, 同文館、大正2再版1916、内外経済学名著第1冊
  - 『経済学の理論』ジェヴォンズ、小泉信三 [ほか]訳、寺尾琢磨 改訳、日本経済評論社、1981.8、近代経済学古典選集 4
- 1874. Principles of Science, Macmillan & Co.
- 1875. Money and the Mechanism of Exchange, D. Appleton and Co.
  - 『貨幣説』スタンリー　ジェボンス、大島貞益 訳, 経済雑誌社, 1893, 2版, 明治26年
  - 『貨幣及び交換機構』スタンレー・ヂェヴォンズ、松本幸輝久 訳、日本図書、1948、並製
- 1878. A Primer on Political Economy
  - 『經濟學原論』 - 国立国会図書館デジタルコレクション, ジェボンス, 小田勇二 訳、有斐閣、大正11
- 1880.　Studies in Deductive Logic – 1884 edition (Macmillan & Co., London)
- 1882. The State in Relation to Labour
- 1883. Methods of Social Reform and Other Papers, Macmillan and Co.
  - Methods of Social Reform, and Other Papers, Kelley, 1965.
- 1884. Investigations in Currency and Finance, Macmillan and Co. 1884.[7]
- 1886. Letters and Journal of W. Stanley Jevons, Ed. by Harriet A. Jevons, Macmillan & Co.
- 1972–81. Papers and Correspondence, edited by R. D. Collison Black, Macmillan & the Royal Economic Society (7 vol.)

### Articles
- "On the Variation of Prices and the Value of the Currency since 1782", Journal of the Statistical Society of London, Vol. 28, No. 2, June 1865.
- "On the Frequent Autumnal Pressure in the Money Market, and the Action of the Bank of England", Journal of the Statistical Society of London, Vol. 29, No. 2, June 1866.
- "On the Condition of the Metallic Currency of the United Kingdom, with Reference to the Question of International Coinage", Journal of the Statistical Society of London, Vol. 31, No. 4, December 1868.
- "Who Discovered the Quantification of the Predicate?", The Contemporary Review, Vol. XXI, December 1872/May 1873.
- "The Philosophy of Inductive Inference", Fortnightly Review, Vol. XIV, New Series, 1873.
- "The Use of Hypothesis", Fortnightly Review, Vol. XIV, New Series, 1873.
- "The Railways and the State". In: Essays and Addresses, Macmillan & Co., 1874.
- "The Future of Political Economy", Fortnightly Review, Vol. XX, New Series, 1876.
- "Cruelty to Animals: A Study in Sociology", Fortnightly Review, Vol. XIX, New Series, 1876.
- "The Silver Question", Journal of Social Science, No. IX, January 1878.
- "John Stuart Mill's Philosophy Tested", Part II, The Contemporary Review, Vol. XXXI, December 1877/January 1878; Part III, Vol. XXXII, April 1878.[8][9]
- "Methods of Social Reform, I: Amusements of the People", The Contemporary Review, Vol. XXXIII, October 1878.
- "Methods of Social Reform, II: A State Parcel Post", The Contemporary Review, Vol. XXXIV, January 1879.
- "The Periodicity of Commercial Crises, and its Physical Explanation," Journal of The Statistical and Social Inquiry Society of Ireland, Vol. VII, Part 54, 1878/1879.
- "Experimental Legislation and the Drink Traffic", The Contemporary Review, Vol. XXXVII, January/June 1880.
- "Recent Mathematico-Logical Memoirs", Nature, Vol. XXIII, 24 March 1881.
- "Richard Cantillon and the Nationality of Political Economy", The Contemporary Review, Vol. XXXIX, January/June 1881.
- "The Rationale of Free Public Libraries", The Contemporary Review, Vol. XXXIX, January/June 1881.
- "Bimetallism", The Contemporary Review, Vol. XXXIX, January/June 1881.
- "Married Women in Factories", The Contemporary Review, Vol. XLI, January/June 1882.

### Miscellany
- Luigi Cossa, Guide to the Study of Political Economy, with a Preface by W. Stanley Jevons, Macmillan & Co., 1880.
- Jevons & his theory on a possible ommection between sunspots & economic activity cycles, were mentioned by Lovecraft in his The Shadow out of Time as discussed by Nathaniel Wingate Peaslee just before he was abducted by the Great Race.

## 文献
- 福岡正夫「ウィリアム・スタンレー・ジェヴォンズ : 没後100年」三田学会雑誌vol.76,No.1(1983.4),p.18-54.
- 井上琢智『ジェヴォンズの思想と経済学　科学者から経済学者へ』日本評論社、1987年